# José Pérez (judoka)
José Pérez (ur. 10 października 1965) – portorykański judoka. Olimpijczyk z Atlanty 1996, gdzie zajął 34. miejsce w wadze półlekkiej
Uczestnik mistrzostw świata w 1985 i 1989. Złoty medalista igrzysk Ameryki Środkowej i Karaibów w 1986 i brązowy w 1998 roku.

## Letnie Igrzyska Olimpijskie 1996
| Konkurencja | Eliminacje                | Klas. końcowa |
| Konkurencja | Przeciwnik I              | Miejsce       |
| ----------- | ------------------------- | ------------- |
| 65 kg       | Michel de Almeida (POR) P | 34.           |